# Nach dem großen Kriege
Nach dem großen Kriege ist ein kleiner historischer Roman von Wilhelm Raabe, der vom August 1860 bis zum März 1861 entstand und noch 1861 bei Ernst Schotte in Berlin erschien. Raabe, der den Text ein Idyll nannte, hat 1902 Nachauflagen erlebt.
Fritz Wolkenjäger ist in Sachsenhagen als Lehrer tätig. Vom 1. Mai 1816 bis zum 30. August 1817 schreibt der junge Schulmann zwölf Briefe an den Arzt Sever, den Kriegskameraden, der seit Laon das Eiserne Kreuz trägt. Die brieflichen Erwiderungen des Arztes fehlen. Fritz erzählt in den zwölf Monologen sowohl, wie er seine liebe Ehefrau Anna gewann, als auch von Hoffnungen der überlebenden deutschen Kämpfer nach den Befreiungskriegen.

## Inhalt
Die Briefe sind auch Totenklage. Gedacht wird zweier Schillscher Reiter – Kämpfer gegen die napoleonischen Besatzer. Am 3. März 1810 wurde Severs Bruder Robert „auf dem Hochgericht“ erschossen. Ein Jahr zuvor hatte sich Konrad Wolf auf Trautenstein versteckt. Der versprengte Schillsche Reiter war am 30. Mai 1809 von seinen Häschern entdeckt und durch ein Kriegsgericht zum Tode verurteilt worden.
In Sachsenhagen sucht Fritz in seiner Freizeit gern den Schmied Martin Bart auf. In der Schmiede lernt der Lehrer den alten Leutnant Wolfgang Bart, das ist der Bruder des Schmieds, kennen. Der Leutnant, inzwischen Veteran geworden, war vom Kurfürsten von Kassel an die Engländer verschachert worden. In deren Deutscher Legion hatte Wolfgang Bart am 28. Juli 1809 vor Talavera gegen die Truppen des Königs Joseph Bonaparte gekämpft. Neben dem mit „aber tausend Toten“ bedeckten Schlachtfeld hatte der Leutnant die 1797 geborene elternlose Anna aufgelesen und in seinem Soldatenmantel fortgetragen. Mit angesehenes Blut und Grauen hatte ihre süße Seele krankt gemacht. Fast alles hatte Anna vergessen. Es war beinahe so gewesen, als ob sie am 28. Juli 1809 geboren worden wäre. In den folgenden Jahren war die in Talavera anfangs noch Besinnungslose mit der Zeit sein „liebes Töchterlein“ geworden. Nach England, Malta und Sizilien hatte der Leutnant das Mädchen mitgenommen. Am 20. April 1816 waren beide in die deutsche Heimat zurückgekehrt.
Leutnant Wolfgang Bart bringt sein immer noch krankes Pflegekind an einen stillen Ort im Waldgebirge. Dort, im Waldschloss Trautenstein, lebt Anna auf.
Fritz will Annas Kinderseele retten. So macht er sich in den Ferien auf die Suche. Er dringt in den Wald ein, wandert sogar die laue Sommernacht durch und stößt tatsächlich auf Jagdschloss Trautenstein – ein verfallendes, verstecktes Gemäuer, das der wilde Herzog vor zweihundert Jahren schon für seine schöne Mätresse, das Fräulein Anna von Rhoda, erbauen ließ.
Die Leute auf dem Waldschloss gehen ihrer Arbeit nach. Der alte Leutnant Bart hat überhaupt nichts dagegen, wenn sein holdes Pflegekind Anna mit dem Lehrer Fritz Wolkenjäger durch den Bergwald streift. Manchmal betrachten beide, ins Schloss zurückgekehrt, ein altes Gemälde. Es zeigt Anna von Rhoda. Fritz bekommt heraus, auf dem Schloss gibt es nur zwei Personen, die die Ähnlichkeit des Mädchens Anna mit der Anna von Rhoda auf dem Gemälde bemerken und kundtun. Das sind die Magd Susanna Reußner und er selbst. Fritz will die Ursache der Ähnlichkeit ergründen – auch weil Susanna Reußner seine kleine Anna wegen dieser Ähnlichkeit hasst. Während ihrer Streifzüge durch den Wald stoßen Fritz und das Mädchen Anna auf einen Köhler, der aus der Geschichte derer von Rhoda so eindringlich zu berichten weiß, dass Anna das verlorene Gedächtnis wieder findet. Es ergibt sich, der letzte seines Geschlechts ist Otto von Rhoda. Er heiratete 1796 Fräulein Helene von Maschke, eine sächsische Dame. Die Frau starb im Jahr darauf nach der Geburt einer Tochter. Am 30. Mai 1809 führte Otto von Rhoda die Franzosen zum Versteck des Schillschen Reiters Konrad Wolf und am 28. Juli desselben Jahres stand er in Talavera dem Leutnant Bart gegenüber. Als Napoleon gen Russland zog, musste von Rhoda die Suche nach seinem Kind aufgeben. Auf dem Rückzug wurde von Rhoda Oberst, betrat Deutschland, focht später bei Waterloo gegen sein deutsches Vaterland, lebte in Paris und beschloss die Heimkehr. Seine Reise endet auf Trautenstein. Anna und mit ihr Fritz sitzen am Sterbebett des Vaters. Als Anna und Fritz, nun ein Paar, das Waldschloss in Richtung Sachsenhagen verlassen, wird ihre Kutsche im Regen von Susanna Reußner aufgehalten. Die Magd, Braut von Konrad Wolf, reicht Anna einen Strauß Waldblumen und bittet um Vergebung. Sie könne Anna nicht lieb haben, doch sie hofft auf Gottes Erbarmen.
Der ehemalige Kämpfer Sever kann Deutschland nicht mehr ertragen und hat sich in die Fremde geflüchtet. Anna schaut ihrem schreibenden Fritz über die Schulter und bittet, Sever solle heimkehren. Denn sie habe erfahren, wie es in der Fremde ist.

## Form
Fritz erzählt nicht nur von den Befreiungskriegen, sondern holt bis zum Ende des Spätmittelalters aus, wenn er das lasterhafte Wohlleben des Adels, der in der Gegend um den Trautenstein die Bauern auspresste, anprangert. Der kleine Briefroman steckt voller Nebengeschichten. Gemeint ist zum Beispiel die von Marie. Das ist Susanna Reußners Ahnfrau.
Raabe nimmt es mit den zeitlichen Angaben nicht so genau. Zum Beispiel schreibt er, der wilde Herzog habe das Waldschloss Trautenstein „vor zweihundert Jahren“ – das wäre der Anfang des 17. Jahrhunderts – für Anna von Rhoda erbaut. Glaubt man Heim, dann ist mit Anna von Rhoda die Hofdame Eva von Trott gemeint. Eva brachte aber ihre unehelichen Kinder in der ersten Hälfte des 16. Jahrhunderts zur Welt. In dem Zusammenhang lässt sich auch der Ort der Handlung nicht genauer lokalisieren. Berücksichtigt man alle Recherchen Heims, so kann lediglich die Gegend zwischen Wernigerode und Goslar vermutet werden.
Raabe wiederholt sich. Zum Beispiel, die Tatsache, dass Hauptmann Otto von Rhoda mit im Kriegsgericht saß, wird zweimal erwähnt.

## Rezeption
- Heim[14] gibt zeitgenössische Äußerungen wieder. Am 6. März 1862 werden in den Leipziger „Blättern für literarische Unterhaltung“ ein paar „Unwahrscheinlichkeiten und Gewaltsamkeiten“ entschuldigt. Schließlich handele es sich um einen poetischen Text. Im „Berliner Tageblatt“ (Theodor Kappstein) wird am 7. September 1901 und in der „Rheinisch-Westfälischen Zeitung“ am 8. September 1901 Raabes 70. Geburtstages gedacht. Man ist auf einmal des Lobes voll – rühmt die Figur der Anna von Rhoda sowie „starkes Heimatsgefühl“ und „innige Liebe zum Vaterlande“. Noch überschwänglicher fällt der Lobgesang am 25. September 1909 in der „Ostdeutschen Rundschau“ aus. Wilhelm Kosch hebt nun, ein Jahr vor Raabes Tod, die Sprache des Dichters in den Himmel.

Neuere Äußerungen:
- Oppermann[15] findet die Beiworte „romantisch“ sowie „phantastisch“ und bemängelt Inkonsequenz bei der Ausführung des Briefromans. Der verhältnismäßig umfangreiche 9. Brief enthält Tagebucheintragungen. Zudem stehe das Vorbild „Werther“ im Hintergrund da. Doch Oppermann blickt tiefer und sieht in dem Text einen Meilenstein auf dem Wege des jungen Autors. Nicht das zeitlich kunterbunt dargebotene Geschehen sei die Hauptsache, sondern dessen Reflexion um Kopf des Briefeschreibers Fritz.
- In der Figur des Leutnants Bart habe Raabe das Schicksal eines seiner Ahnen gestaltet, der von Herzog Karl I. an König Georg III. ausgeliehen worden wäre.[16] Fuld[17] vermutet, Raabe habe den kleinen Roman auch geschrieben, weil er darauf hingewiesen worden wäre, dass sich historische Stoffe ganz gut verkaufen ließen.
- Meyen[18] nennt weiter führende Arbeiten: Otto Elster (Berlin 1913), Wilhelm Brandes, Ernst Bößer, Paul Fuchtel (Wolfenbüttel 1920, 1924, 1933), Konrad Bechstein (Weimar 1935) und Wilhelm Fehse (Braunschweig 1937). Martin Schultz hat 1920 in Bonn über den Roman (zusammen mit „Im Siegeskranze“) promoviert.

## Ausgaben

### Erstausgabe
- „Nach dem großen Kriege. Eine Geschichte in zwölf Briefen. Von Wilhelm Raabe.“ 228 Seiten. Ernst Schotte, Berlin 1861[19]

### Verwendete Ausgabe
- Nach dem großen Kriege. Eine Geschichte in zwölf Briefen. S. 5–139. Mit einem Anhang, verfasst von Karl Heim, S. 429–530 in Karl Heim (Bearb.), Hans Oppermann (Bearb.): Nach dem großen Kriege. Unseres Herrgotts Kanzlei. Vandenhoeck & Ruprecht, Göttingen 1969. Bd. 4 (2. Aufl., besorgt von Karl Hoppe und Hans Oppermann), ohne ISBN in Hoppe (Hrsg.), Jost Schillemeit (Hrsg.), Hans Oppermann (Hrsg.), Kurt Schreinert (Hrsg.): Wilhelm Raabe. Sämtliche Werke. Braunschweiger Ausgabe. 24 Bde.

### Weitere Ausgaben
- „Nach dem großen Kriege. Eine Geschichte in zwölf Briefen. Von Wilhelm Raabe.“[20]
  - 180 Seiten. Grote, Berlin 1902 (2., 3., 4. Aufl.), 1924 (7. Aufl.), 1940
  - 109 Seiten. Hermann Klemm, Berlin-Grunewald 1934
  - 139 Seiten. Klemm, Freiburg im Breisgau 1955[21]